# Миноносцы типа S-82
Миноносцы типа S-82 — тип миноносцев, состоявший на вооружении Военно-морского флота Германии на рубеже XIX/XX веков. Всего было построено 6 миноносцев этого типа (по программе 1894 года). 4 сентября 1914 года все миноносцы типа были переоборудованы в тральщики или тендеры, одновременно произошло их переименование в T-82 — T-87.

## Энергетическая установка
На кораблях типа в качестве ГЭУ была установлена трёхцилиндровая паровая машина (тройного расширения) мощностью 2146 л. с., состоящая из 2 котлов Торникрофта (в 1904-1906 годах были заменены на 2 военно-морских котла). Максимальные запасы топлива на миноносцах типа составляли 37 тонн угля.

## Вооружение
Миноносцы вооружались одним 50-мм орудием. Их торпедное вооружение состояло из трёх однотрубных 450-мм торпедных аппаратов.